# Stavanger Eagles
Gli Stavanger Eagles sono stati una squadra di football americano, di Stavanger, in Norvegia.

## Dettaglio stagioni

### Tornei locali

#### Sørlandets football liga
| Stagione | regular season | regular season | regular season | regular season | regular season | regular season | playoff | playoff | playoff | playoff | playoff | playoff     | playoff          |
|          | Vin            | Par            | Per            | Tot            | PF             | PS             | Vin     | Per     | Tot     | PF      | PS      | risultato   | avversaria       |
| -------- | -------------- | -------------- | -------------- | -------------- | -------------- | -------------- | ------- | ------- | ------- | ------- | ------- | ----------- | ---------------- |
| 2005     | 0              | 0              | 5              | 5              | 0              | 176            | 0       | 1       | 1       | 21      | 28      | Sesto posto | Arendal Panthers |
| Totale   | 0              | 0              | 5              | 5              | 0              | 176            | 0       | 1       | 1       | 21      | 28      |             |                  |

Fonti: Enciclopedia del Football - A cura di Roberto Mezzetti